# Alec Guinness
Alec Guinness CH CBE (Londres, 2 de abril de 1914 — West Sussex, 5 de agosto de 2000) foi um ator britânico de cinema e teatro. É considerado um dos mais talentosos e versáteis atores de sua geração, e recebeu o título de Sir em reconhecimento pelas suas atuações.

## Carreira
Foi indicado ao Óscar de Melhor Ator em 1953 pelo filme O Mistério da Torre e em 1957, tendo vencido pelo seu papel em A Ponte do Rio Kwai. Foi também indicado ao Oscar de Melhor Ator (coadjuvante/secundário) em 1978, por Star Wars: Episódio IV – Uma Nova Esperança e 1989 por Little Dorrit. Em 1980 recebeu o Óscar Honorário em reconhecimento pela suas memoráveis atuações nas telas de cinema. Em 1959 foi indicado ao Óscar pelo roteiro do filme The Horse's Mouth, uma adaptação de romance de Joyce Cary. Foi também premiado no BAFTA, no Globo de Ouro, no Festival de Berlim e no Festival de Veneza, entre inúmeros outros prêmios e indicações recebidas ao longo de sua carreira.
Converteu-se ao catolicismo após ter acreditado no poder da oração que terá levado à cura milagrosa do seu filho Mateo.

## Morte
Faleceu em 5 de agosto de 2000, vítima de um câncer no fígado. Foi enterrado no Cemitério Mill Road no Reino Unido.

## Filmografia parcial
- 1946 – Great Expectations
- 1948 – Oliver Twist
- 1949 – Kind Hearts and Coronets
- 1950 – The Mudlark
- 1951 – O Mistério da Torre
- 1951 – The Man in the White Suit
- 1953 – The Captain's Paradise
- 1955 – The Ladykillers
- 1957 – A Ponte do Rio Kwai
- 1958 – Maluco Genial
- 1959 – Our Man in Havana
- 1960 – Tunes of Glory
- 1961 – A Majority of One
- 1962 – Lawrence da Arábia
- 1964 – A Queda do Império Romano
- 1965 – The Swan
- 1965 – Doutor Jivago
- 1966 – Hotel Paradiso
- 1966 – The Quiller Memorandum
- 1967 – The Comedians
- 1970 – Cromwell
- 1973 – Hitler: The Last Ten Days
- 1976 – Murder by Death (Assassinato por Morte)
- 1977 – Star Wars Episode IV: A New Hope
- 1980 – Star Wars Episode V: The Empire Strikes Back
- 1983 – Star Wars Episode VI: Return of the Jedi
- 1988 – Little Dorrit